# Elionurus
Elionurus és un gènere de plantes de la família de les poàcies, ordre de les poals, subclasse de les commelínides, classe de les liliòpsides, divisió dels magnoliofitins.

## Taxonomia
- E. barbiculmis Hack.

(vegeu-ne una relació més exhaustiva a Wikispecies)

## Sinònims
Callichloea Steud., nom. inval., 
Calochloa Kunze, nom. inval., 
Elyonurus Humb. i Bonpl. ex Willd., orth. var., 
Habrurus Hochst., nom. inval.